# TvN
tvN (Total Variety Network) er en sydkoreansk kabel-tv-kanal ejet af CJ ENM. Kanalen blev lanceret den 9. oktober 2006.